# 221 Eskadra Bombowa
221 eskadra bombowa – pododdział lotnictwa bombowego Wojska Polskiego w II Rzeczypospolitej.

## Formowanie i zmiany organizacyjne
W marcu 1939 przystąpiono do formowana 221 eskadry bombowej. Jednostka weszła w skład 220 dywizjonu bombowego 1 pułku lotniczego i stacjonowała na lotnisku Okęcie. 
Personel latający stanowili obserwatorzy, piloci i strzelcy samolotowi przesunięci z eskadr rozwiązanego I dywizjonu liniowego 1 pułku lotniczego. Wyposażenie eskadry stanowiły samoloty „Łoś” i kilka bombowców LWS-4 „Żubr”.
W czerwcu 1939 eskadra została przesunięta na lotnisko Małaszewicze. Z zapisu w zeszycie ewidencyjnym ppor. obs. Zygmunta Pluty wynika, że rzut powietrzny 220 dyonu bombowego przemieścił się do Małaszewicz 24 sierpnia 1939 .
Tam eskadra uzupełniona została grupą absolwentów Szkoły Podchorążych Lotnictwa.
Ponieważ 220 dywizjon bombowy nie osiągnął przed wybuchem wojny zdolności bojowej, w czasie działań wojennych eskadra stanowiła jedynie zaplecze kadrowo-sprzętowe dla walczących dywizjonów bombowych „Łosi”.
1 września 1939 z eskadry odeszły dwie załogi w celu uzupełnienia X dywizjonu bombowego. Tego samego dnia podczas czwartego, popołudniowego, nalotu na Bazę Małaszewicze zostały lekko uszkodzone dwa „Łosie” należące do 221 eskadry.
Podprucznik Pluta relacjonował :

17 września 1939 r. d-ca por. obs. Sobański w związku z wkroczeniem bolszewików do Polski wydał oficerom rozkaz przedzierania się na własną rękę do Stanisławowa a w razie niezastania tam bazy do Francji. Od 17 września jedzie w kierunku Stanisławowa rowerem wraz z kolegą z eskadry ppor. Czesławem Dejem, dojechali do Brodów, następnie pociągiem z grupą żołnierzy z zamiarem dojechania do Lwowa. Na stacji kolejowej Krasne Ukraińcy wykręcili szyny i ostrzelali wyładowujący się transport. Wykonaliśmy natarcie na stacje kolejową, której jednak nie zdobyliśmy, bo Ukraińcy sprowadzili bolszewików. Pod ogniem ckm, artylerii i czołgów wycofaliśmy się w kierunku lasów, skąd daliśmy pozostałym żołnierzom rozkaz przedzierania się grupami do Lwowa. Ja z ppor. Dejem w ubraniach cywilnych przedzieraliśmy się do Stanisławowa. W Bursztynowie aresztowali nas bolszewicy, którym zwialiśmy następnego dnia i 23 września osiągnęliśmy m. Stanisławów, zajęty przez bolszewików, w myśl rozkazom ruszyłem w kierunku granicy węgierskiej z zamiarem przedarcia się do Francji. 25 września 39 r. granicę węgierską przekroczyłem za st. kolejową Woronienka, zgłosiłem się na strażnicy węgierskiej, skąd autem dojechałem do Kerszmezo. W Kereszmezo żandarmeria węgierska dołączyła mnie i kolegę do transportu naszych żołnierzy.

## Żołnierze eskadry
| Stopień   | Imię i nazwisko           | Okres pełnienia służby  |
| --------- | ------------------------- | ----------------------- |
| kpt. pil. | Józef Rawicz-Szabuniewicz | (III 1939)              |
| por. obs. | Zygmunt Sokołowski        | (III 1939 – VIII 1939)  |
| kpt. pil. | Józef Rawicz-Szabuniewicz | (1 VIII 1939 – IX 1939) |

Personel latający
- zastępca dowódcy eskadry – kpt. obs. Czesław Jagodziński[6] †1940 Charków[8]
- oficer taktyczny – por. obs. Roman Kazimierz Sobański[6] (brat Michała) †1940 Katyń[9]
- oficer techniczny – ppor. tech. Paweł Łaszkiewicz[6]
- starszy obserwator – por. obs. Eugeniusz Domański[6][10]
- obserwator – por. obs. Tadeusz Izydor Rylski[6][11]
- por. obs. Jerzy Zbroja[12] (od 18 IX 1939 w sowieckiej niewoli[13])
- ppor. obs. Czesław Dej[3] [14]
- ppor. pil. Lucjan Brzostowski †17 IX 1939
- ppor. pil. Leszek Kamiński (od 18 IX 1939 w sowieckiej niewoli[13])
- ppor. obs. Zygmunta Pluta[15]
- ppor. obs. Józef Władysław Długosz †1940 Katyń[16]
- ppor. pil. Michał Sobański †1940 Katyń[9][b]
- kpr. strz. rtg. Józef Matusiak[17]
- st. szer. strz. J. Kołodzik[17]
- kpr. Stefan Pietrzak †17 IX 1939[13]
- szer. Józef Czarnocki †17 IX 1939[13]